# Mara Ivanova Belcheva
 (novembre 2024).
Mara Ivanova Belcheva (en Bulgare : Мара Иванова Белчева) est une poétesse bulgare.

## Biographie
Mara Ivanova Belcheva est née le 8 septembre 1868 à Sevlievo. Elle était la fille d'Ivanitsa Hadji Angelov et la petite-fille de Hadji Angel Ivanov, un notable local. Elle termine ses études secondaires à Veliko Tarnovo, puis poursuit ses études dans un institut supérieur pour jeunes filles à Vienne entre 1883 et 1885, avant de revenir en Bulgarie à la suite du décès de son père. Elle enseigne à Roussé et à Sofia.
Durant sa jeunesse, elle rencontre le poète et homme politique Christo Belchev (Христо Белчев), qu’elle épouse en 1886. Elle devient veuve en 1891, à l'âge de 23 ans, après l'assassinat de son mari, ministre des Finances, lors de l'attentat contre le Premier ministre Stefan Stambolov. Elle devient brièvement dame de cour au palais du Tsar Ferdinand, où elle enseigne plusieurs langues aux enfants du prince.
Elle poursuit des études de philologie à Vienne en 1896, étudiant la littérature mondiale et européenne ainsi que les langues étrangères. À partir de 1903, elle entretient une relation avec le poète Pencho Slaveykov, qui dure jusqu'à la mort de celui-ci en 1912. Mara Ivanova Belcheva est surtout connue dans l’histoire littéraire bulgare en tant que compagne de Slaveykov.
Pendant la guerre des Balkans en 1913, elle sert comme enseignante et infirmière. Après un séjour à Genève, elle revient en Bulgarie où elle se consacre à l'écriture, à l'édition et à la traduction. Elle vit à Sofia jusqu'à sa mort le 16 mars 1937.
Sa vie et son travail ont laissé une marque importante dans la culture bulgare du début du XXe siècle.
La maison de Mara Belcheva, située rue "Hristo Belchev" 12 à Sofia, est l'un des monuments les plus remarquables de l'architecture Art Nouveau en Bulgarie.

## Carrière Littéraire
Belcheva était une poétesse et traductrice aux larges intérêts culturels, maîtrisant plusieurs langues. Elle a traduit des œuvres de Friedrich Nietzsche, telles que Ainsi parlait Zarathoustra (1915), de Gerhart Hauptmann, comme La cloche noyée (jouée en 1922), entre autres. Elle publia également une biographie de Slaveykov en 1925.
Elle publiera des poèmes à partir de 1907. Elle publia trois recueils de poésie : Na praga stûpki (Pas sur le seuil, 1918), Soneti (Sonnets, 1926) et Izbrani pesni (Chansons choisies, 1931). Bien que son œuvre soit relativement restreinte en volume, elle demeure unique dans l’histoire de la poésie bulgare « féminine ». Spirituellement enrichie par sa relation avec Slaveykov, Belcheva crée une poésie intime, consacrée aux sentiments délicats et aux réflexions profondes. Ses œuvres se consacrent à la proximité et à la confiance humaines. Le héros de ses poèmes est l'homme digne d'un attachement durable, d'un respect et d'un amour désintéressé. Le souvenir de cet homme éclaire sa poésie, en soulignant la conviction que les liens spirituels sont inépuisables et intemporels.
Le caractère confessional de ses premiers poèmes se transforme progressivement en une réflexion sur les questions humaines éternelles. La poétesse évoque les vertus chrétiennes et s’appuie sur elles, la pensée de Dieu devenant l’une des dominantes de ses œuvres. Une grande moralité, un sentiment amoureux calme, rêveur et nostalgique, ainsi qu’une quête d’harmonie dans l’existence, définissent l’essence de sa création. Elle a également été rédactrice des Œuvres choisies de Pencho Slaveykov (1923).

## Hommage
- Le profil de Mara Belcheva est représenté au verso du billet de 50 leva, émission de 2019, qui est entré en circulation en tant que moyen de paiement légal le 1er novembre 2019.

- Une rue à Sofia, dans le quartier Triouguelnika-Nadejda, porte le nom de Mara Belcheva.

1. 1 2 3 4 5 6 7 8  (bg) « Мара Белчева », sur dictionarylit-bg.eu,‎ 8 septembre 1868 (consulté le 19 novembre 2024)